# Петров Кирило Андрійович
Кирило Андрійович Петров (рос. Кирилл Андреевич Петров; 13 квітня 1990, м. Казань, СРСР) — російський хокеїст, правий/лівий нападник. Виступає за «Нью-Йорк Айлендерс» у Національній хокейній лізі (НХЛ).
Вихованець хокейної школи «Ак Барс» (Казань). Виступав за «Ак Барс» (Казань), «Нафтовик» (Альметьєвськ), «Барс» (Казань), «Югра» (Ханти-Мансійськ).
У складі національної збірної Росії учасник чемпіонату світу 2013 (8 матчів, 1+4). У складі молодіжної збірної Росії учасник чемпіонатів світу 2009 і 2010. У складі юніорської збірної Росії учасник чемпіонатів світу 2007 і 2008.
Досягнення
- Володар Кубка Гагаріна (2009, 2010)
- Бронзовий призер молодіжного чемпіонату світу (2009)
- Переможець юніорського чемпіонату світу (2007), срібний призер (2008).

Нагороди
- Найкращий нападник юніорського чемпіонату світу (2008)